# Van Halen
Pour les articles homonymes, voir Van Halen (homonymie).
Van Halen est un groupe américain de hard rock, originaire de Pasadena, en Californie. Le guitariste du groupe, Eddie Van Halen, d'origine néerlandaise, est rapidement devenu célèbre pour ses prouesses techniques et sa sensibilité musicale. Il a surtout inspiré un nouveau courant de guitar heroes grâce à la popularisation de la technique du tapping. Leur premier chanteur, David Lee Roth, s'est également imposé comme un véritable showman.
De 1978 à 2012 le groupe a sorti douze albums, tous entrés dans le top 20 du Billboard 200. Le groupe compte plus de 75 millions d'albums vendus à travers le monde, et plusieurs nominations aux Grammy Awards. Van Halen est classé dans le Livre Guinness des records comme le groupe ayant le plus grand nombre de tubes dans la Billboard Mainstream Rock List. En 2007, le groupe a fait son entrée au Rock and Roll Hall of Fame. La mort d’Eddie Van Halen le 6 octobre 2020 met un terme à l’aventure du groupe.

## Biographie

### Débuts (1972–1978)

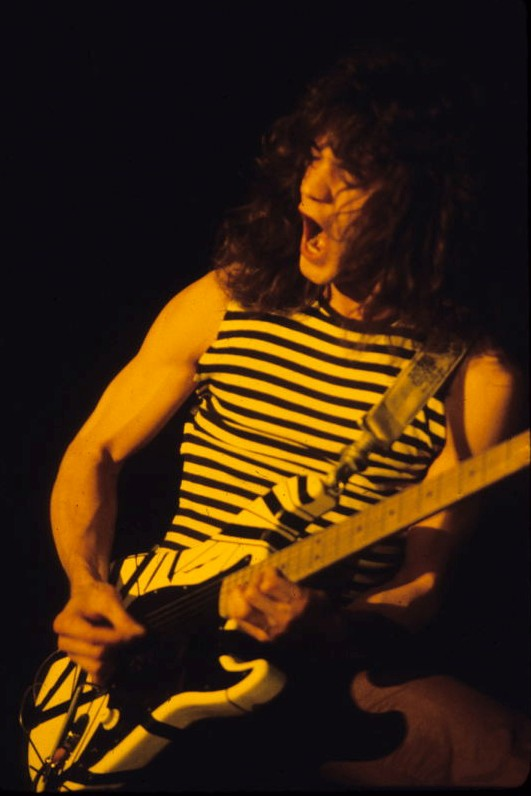
Eddie Van Halen lors d'un concert de Van Halen à New Haven en 1977.

La famille Van Halen a émigré en 1962 de Nimègue, aux Pays-Bas, à Pasadena, en Californie aux États-Unis. La mère d'Eddie et Alex, Eugenie van Beers (1915-2005), est originaire de la ville de Rangkasbitung en Indonésie. Leur père Jan Van Halen était un saxophoniste et clarinettiste accompli. Jan et sa clarinette jouent d'ailleurs dans la chanson Big Bad Bill (Is Sweet William Now) de l'album Diver Down paru en 1982. Jan encouragea très tôt la passion de ses fils pour la musique, ainsi Alex (le plus âgé des frères Van Halen) et Eddie reçurent tous les deux une éducation de piano classique pendant leur enfance. Lorsqu'ils devinrent plus âgés, Alex commença à prendre des leçons de guitare flamenco et Eddie s'intéressa à la batterie. D'après la légende, Eddie travaillait comme livreur de journaux pour s'acheter sa batterie. Alors qu'Eddie travaillait, Alex s'entraînait à la batterie. Lorsqu'Eddie entendit son frère jouer le solo de batterie de la chanson Wipe Out, Eddie décida d'abandonner la batterie pour la guitare. Le musicien qui a le plus influencé Eddie est Eric Clapton (du groupe Cream) alors qu'Alex a été plus influencé par Ginger Baker (également du groupe Cream) et John Bonham (batteur du groupe Led Zeppelin). À l'école primaire et au collège, Eddie et Alex formèrent à différents moments plusieurs groupes avec des noms tels que « The Trojan Rubber Company », « The Broken Combs » et « The Space Brothers »[réf. souhaitée].
Le groupe qui évolue plus tard pour devenir Van Halen, était constitué au départ d'un trio connu sous le nom « Mammoth » faisant des tournées dans de nombreux endroits autour de Los Angeles, aux États-Unis. Le groupe comprenait alors Eddie à la guitare et au chant, Alex à la batterie et Mark Stone à la basse. En 1974, Michael Anthony remplaça Mark Stone à la basse après avoir passé une audition devant le groupe. Après cela, Eddie Van Halen et Anthony chantèrent à tour de rôle. Au fil des années, Mike reçut le surnom de « Cannon Mouth » car il chantait plus fort que les chanteurs. En 1973, David Lee Roth, un entrepreneur local, et chanteur d'un groupe rival de Los Angeles loua son matériel de sonorisation à Mammoth. Mais Eddie et Alex se fatiguèrent de payer la « taxe de sonorisation » à Diamond Dave (David Lee Roth), ils le firent donc entrer dans le groupe en 1974 en tant que chanteur. Peu après, ils découvrirent qu'un autre groupe à Los Angeles s'appelait également « Mammoth ». Sur une suggestion de Roth, ils changèrent leur nom pour « Van Halen » (en passant sur le nom « Rat Salad »). Roth explique dans son autobiographie avoir trouvé que le nom de « Van Halen » était comme le nom Santana, et qu'il donnait une impression de puissance. Le groupe devint populaire sur le Sunset Strip au milieu des années 1970, en jouant dans des clubs comme le Whisky a Go Go. En 1976, Gene Simmons du groupe de hard rock Kiss remarqua un concert de Van Halen et décida de financer leur première cassette démo. Cette cassette, connue sous le nom Gene Simmons Demo, contient des paroles inachevées ou différentes des premières chansons de Van Halen ; cependant, la direction de Kiss ne signa pas avec le groupe. C'est avec Mo Ostin, un exécutif de Warner Bros, que le groupe signa,.  Ted Templeman, qui avait été précédemment le producteur de plusieurs tubes pour The Doobie Brothers, devint le premier producteur du groupe, après une rencontre dans le célèbre Starwood Club à Los Angeles,.
Un soir de mai 1977, Ted Templeman et Mo Ostin de Warner Bros découvrent le groupe et leur proposent d'enregistrer une démo de 25 chansons dans lesquelles ils en piocheront 9 qui figureront sur leur premier album. Ted Templeman est derrière les manettes et le groupe enregistre dans des conditions quasi-live avec quasiment pas d'overdub. L'enregistrement prend à peine trois semaines mais est un résumé parfait de ce qu'est Van Halen musicalement. Eruption est inclus à l'insistance de Ted Templeman qui a entendu Eddie jouer cette suite de plans vertigineux lors d'une répétition. Deux reprises — You Really Got Me de The Kinks, encore plus suggestif que l'original, et Ice Cream Man de John Brim, qui semble avoir été écrite pour David Lee Roth — y sont ajoutées. La fondation rythmique est assurée par Alex et Michael, et c'est d'ailleurs ce dernier qui débute l'album par l'intro de Runnin' With The Devil. L'interaction entre les hurlements de David Lee Roth et ceux de la guitare d'Eddie est déjà remarquable : cela se confirmera lors des dates d'une tournée qui si elle fut éclair n'en fut pas moins fracassante.

### Popularisation et succès (1978–1985)
À peine leur premier album certifié platine le 10 octobre 1978, le jour de l'anniversaire de David, que le groupe rentre en studio exactement deux mois plus tard pour s'atteler à l'enregistrement du second,. L'album intitulé Van Halen II, assez peu différent du premier[réf. nécessaire], sort le 23 mars 1979 et, mené par leur premier tube Dance The Night Away, ne met que deux mois pour être certifié platine. Pendant les quatre années qui suivent, Van Halen enchaîne albums et tournées passant par l'Europe et le Japon. Leur troisième album, Women and Children First, sort le 26 mars 1980, certifié platine trois mois plus tard,. C'est pendant cette tournée que le groupe développe une attitude barbare, mettant à sac la plupart des hôtels dans lesquels il descend. Lors d'un concert à l'Université d'État du Colorado, à Pueblo, un incident se produit : « le nouveau revêtement absorbeur de chocs du sol se [révèle] incapable de supporter les trente-six tonnes de matériel, d'ampli et autres projecteurs nécessaires au spectacle ». Après cet incident, afin d'en éviter de nouveaux, le groupe met en place une stratégie pour s'assurer que les équipes lisent toutes les lignes du contrat et que toutes les mesures de sécurité demandées soient ainsi respectées, : il ajoute à ses contrats une clause no 126 qui exige qu'« un bol de M&M's dont tous les bonbons marron auront été ôtés devra être laissé en évidence dans leur vestiaire, ». Suivent encore plus d'actes de destruction lorsque cette clause n'a pas été lue. Au milieu de tout cela, Eddie remarque tout de même Valerie Bertinelli, actrice de séries télévisées depuis sa plus tendre enfance, passée pour féliciter le groupe après un de leurs concerts. Ils se marieront quelques mois plus tard en 1981.
C'est en 1981 que Van Halen commence l'écriture de leur prochain album, Fair Warning. Mais des tensions surviennent entre Eddie et David. Eddie, qui alors boit beaucoup et prend de la cocaïne, veut expérimenter, s'orienter vers des chansons plus sérieuses et des structures plus complexes, ce qui est à mille lieues des considérations pop et des frasques de David, soutenu par Ted Templeman[réf. nécessaire]. Frustré de ne pouvoir s'exprimer comme il le désire, Eddie pense quitter le groupe et faillit même rejoindre Kiss, dont les membres étaient aussi en conflit avec leur guitariste Ace Frehley. Finalement, Gene Simmons et Paul Stanley décidèrent de ne pas embaucher Eddie, prétextant que, malgré ses grands talents de guitariste, il ne correspondait pas au style du groupe[réf. nécessaire]. Eddie décide donc de ne pas quitter Van Halen et finit par réenregistrer certaines parties de l'album au petit matin, lorsque seuls Donn Landee et lui sont au studio[réf. nécessaire]. Reflet de ces tensions, Fair Warning, album résolument plus sombre, sort le 29 avril 1981. L'album suivant, Diver Down, reflète bien ce conflit entre intérêts différents. Ce disque comptant pas moins de cinq reprises, est un mélange hétéroclite de chansons assez classiques pour le groupe, Hang 'em High, The Full Bug, de plages instrumentales introspectives et sombres, Cathedral, Intruder, Little Guitars (Intro) et de chansons résolument Pop, Pretty Woman, Dancing In The Streets et Secrets. Eddie, diplomate dans ses interviews, dit « aimer toutes les chansons sur cet album »[réf. nécessaire], mais, bien déterminé à ne plus ressortir ce genre de disque, se fait construire son propre studio sur sa propriété. Le 5150 voit le jour en mars 1983.
Le mois suivant, Eddie joue deux solos (pour laisser le choix), remballe sa Frankie et s'en va[non neutre]. Il vient d'enregistrer gratuitement le solo de Beat It, chanson de Michael Jackson qui sera numéro un des classements musicaux,,,. En mai, le groupe joue au US Festival, avec d'autres artistes et groupes comme Scorpions, Ozzy Osbourne, Quiet Riot et Judas Priest, l'affluence et les recettes sont énormes, la performance de David est particulièrement imbibée mais le concert est culte. L'enregistrement de 1984 se déroule au 5150, Eddie espère reprendre le contrôle qui lui a échappé en étant dans son propre studio. Il se frotte tout de même à l'opposition de presque tout le groupe[réf. nécessaire]. Il intègre des synthétiseurs, beaucoup de synthétiseurs dans les nouvelles compositions. Deux d'entre elles sont entièrement interprétées au clavier. Peu importe, Eddie est à la maison et c'est lui qui emporte le fin mot de l'histoire. Jump et I'll Wait, les deux « keyboards songs » en question, sont des tubes tout comme Panama et Hot For Teacher. Les clips de Jump, Hot For Teacher et Panama passent en boucle sur la chaîne télévisée MTV et le groupe atteint un pic de popularité encore jamais atteint dans sa carrière. Les tensions internes atteignent également un pic ; Dave est intéressé par le cinéma et, alors que le groupe récupère de sa récente tournée, il enregistre un mini-album solo de quatre titres, Crazy from the Heat. Eddie est de plus en plus agacé par l'attitude de Dave et son personnage de dessin-animé, ces « écarts de conduite » sont la goutte d'eau qui fait déborder le vase. David quitte le groupe le premier avril 1985,,. Les fans sont sous le choc, ils prennent parti, et le monde de Van Halen est divisé.

### Van Hagar (1985–1996)
Dave parti vers une carrière solo, le trio restant ne tarde pas à lui chercher un remplaçant. Eddie pense qu'il pourrait peut-être inviter différents chanteurs comme Joe Cocker, Phil Collins, Mike Rutherford et Pete Townshend. Mais Alex lui fait remarquer qu'une telle chose serait très difficile à mettre en place, ne serait-ce que pour les emplois du temps, et cela ne pourrait marcher, à la limite, que pour un album. Patty Smyth, du groupe Scandal (à ne pas confondre avec Patti Smith) et Jimmy Barnes sont d'abord envisagés par Eddie avant que celui-ci ne soit contacté par Sammy Hagar, ex-Montrose et détenteur d'une carrière solo déjà très imposante. C'est Claudio Zampolli, leur garagiste mutuel, qui a suggéré à Sammy d'appeler Van Halen. Ils se retrouvent pour une jam qui inclut des versions encore en chantier de Summer Nights et Good Enough, Sammy improvise les paroles et vingt minutes plus tard l'affaire est faite. Sammy Hagar est le nouveau chanteur de Van Halen. La nouvelle est rendue publique lors des MTV Awards en septembre 1985. Le 11 novembre 1985, Eddie met l'empreinte de ses mains sur le Rock Walk de Hollywood.
L'enregistrement du premier album avec Sammy commence, supposément intitulé The Best of Both Worlds mais ce titre peut paraître trompeur ou avoir certaines controverses. Sammy suggère le titre 5150 ; L'album présente un nouveau son, les synthétiseurs sont très présents, Alex a ajouté des pads électroniques dans son kit de batterie, l'album sonne très années 1980 mais inclut des titres à succès comme Why Can't This Be Love, Dreams, Best of Both Worlds et Love Walks In. 5150, l'album, sort le 24 mars 1986 et se propulse numéro un des classements musicaux américains,, dorénavant chaque album avec Sammy Hagar connaîtra le même sort. Après que l'album a été certifié triple platine le 10 octobre, Van Halen sort son premier live officiel, Live Without a Net. Le concert choisi est celui du 27 août 1986 au Veterans Memorial Coliseum de New Haven (Connecticut), rebaptisé pour l'occasion « New Halen ». Le groupe ayant refusé de tourner le moindre clip afin que le public se fasse une idée de ce nouveau groupe en condition live, ce sont des extraits de ce concert qui seront choisis pour pallier ce manque. En décembre 1985, Jan, le père d'Eddie et Alex meurt à 66 ans. Le jour même, les frères s'enferment dans le 5150 et jouent pendant près de dix heures d'affilée[réf. nécessaire]. Le prochain album du groupe lui sera dédié ; Eddie suggère que le titre du nouvel album Rock 'n' Roll, Sammy propose Source of Infection[réf. nécessaire]. Finalement, le titre de OU812, acronyme de « Oh You Ate One Too », est retenu en réponse au Eat 'em and Smile, premier album solo de David Lee Roth. Selon d'autres théories, ce titre fait référence aux farces téléphoniques que le groupe avait pris l'habitude de faire pendant l'enregistrement de l'album ; on appelait des restaurants pour se plaindre d'avoir été malade après avoir mangé chez eux. Ces blagues gastriques[non neutre] n'empêchent pas le groupe de sortir OU812 le 24 mai 1988,. Outre le titre lui-même, la couverture de l'album est assez cryptique, une étrange statue de singe représentant l'évolution de l'Homme par Charles Darwin, et un signe formé de deux mains qui prête à confusion : certains y voient le symbole du sexe féminin, d'autre pensent que c'est un message aux fans leur disant : We Love You[réf. nécessaire]. Ce signe a été, cependant, introduit par Michael Anthony. Deux jours après avoir joué aux Monsters of Rock, l'album est numéro un des charts, le 25 mai. Les années 1989 et 1990 voient Van Halen récolter le fruit de leurs années de labeur, 5150 est certifié quadruple platine, OU812 triple platine, Van Halen, le premier album, tout comme 1984 six fois platine et Van Halen II quatre fois platine,.
Le 22 avril 1990, le groupe, selon la suggestion de Sammy, ouvre la première Cabo Wabo Cantina (en) à Cabo San Lucas, Mexique. Van Halen tourne deux publicités et la chaîne MTV filme l'événement pour une retransmission en direct. Le groupe répète devant quelques privilégiés puis est rejoint, lors du concert principal, par une foule d'invités incluant Steve Lukather, Lita Ford, Dweezil Zappa, Brad Delp du groupe Boston, Kip Winger, Robin Zander (en) de Cheap Trick, et Robbin Crosby de Ratt. En janvier 1991, le studio 5150 est remodelé ; une nouvelle console est installée et sa taille est doublée afin d'y ajouter une cabine entièrement destinée à la batterie. Après une pause de près d'un an, Eddie déclare n'avoir touché sa guitare qu'en de très rares occasions.
Le groupe décide de trouver un producteur avant toute chose, Andy Johns est choisi pour son travail avec Led Zeppelin,. Arrivé rapidement sur les lieux, il prend le groupe par surprise : ils n'ont virtuellement aucune ébauche d'idée de chanson. Pourtant, bien vite, il faut faire le tri au milieu d'un matériel musical pouvant facilement remplir un double album. Après avoir pensé enregistrer dans un autre studio, le groupe reste finalement dans ce bon vieux 5150 et enregistre méthodiquement, complétant une chanson après l'autre. FUCK est proposé comme titre au grand dam d'Alex, toujours bon conseiller en matière de titres et de pochettes d'album[réf. nécessaire]. Ray « Boom Boom » Mancini, un ami boxeur de Sammy, lui apprend que ce mot est en fait un acronyme de For Unlawful Carnal Knowledge. Cela sera donc le titre de l'album qui sera pourtant communément appelé FUCK par les fans[réf. nécessaire]. Quatre jours avant la sortie de For Unlawful Carnal Knowledge, le groupe présente son nouvel album en avant-première sur les radios américaines. Le 17 juin 1991, l'album sort et le lendemain, Alex ajoute l'empreinte de ses mains à celles de son frère au Rock Walk. L'album, au son globalement dur et sombre, est certifié or et platine le 22 août. En septembre 1992, le groupe remporte trois récompenses aux MTV Video Music Awards pour Best Editing, Best Direction et Video Of The Year. Le 23 janvier, le groupe sort son deuxième live, Live: Right Here, Right Now sur supports audio et vidéo. Bien qu'enregistré les 14 et 15 avril 1992 au Selland Arena (en) de Fresno (Californie), cet album inclut également certaines performances de tournées précédentes. Alex, Eddie et Jon Ostrin mixent l'album au 5150. Le groupe saisit l'occasion de cette nouvelle sortie pour monter une tournée européenne plus qu'attendue, c'est d'ailleurs la première fois que Van Halen avec Sammy Hagar jouent au Royaume-Uni[réf. nécessaire].
Le 25 mai 1994, les sessions de Balance commencent. Le son de l'album est énorme, poli et également légèrement plus commercial que son prédécesseur[non neutre]. La pochette montrant des frères siamois représente, d'après Alex, la dualité, le bien et le mal qu'il y a en chaque être et l'équilibre qui doit être trouvé[réf. nécessaire]. C'est un Eddie transformé qui sort de ces sessions, les cheveux courts, une barbe épaisse et finalement débarrassé de ses problèmes avec l'alcool. Balance sort le 24 janvier 1995 et Van Halen entame sa promotion en France[réf. nécessaire]. Quatre jours plus tard, les frères Van Halen renouent avec leur Hollande natale, y tournent le clip d'Amsterdam où Eddie se fait tatouer le logo de Van Halen orné du nom de son fils, Wolfgang. Le lendemain, l'album est certifié tour à tour or, platine et double platine. La vidéo d’Amsterdam étant refusée par MTV pour cause d'allusions à la drogue, Sammy réécrit les paroles. Sans plus de succès mais l'Europe est moins prude. Le 6 octobre, c'est tout le groupe qui pose ses mains au Guitar Center (en) situé sur le Rock Walk.

### Retour de David Lee Roth (1996–1997)
Début 1996, survient une discorde entre Sammy et Eddie. Sammy n'approuve pas la participation du groupe à la bande originale du film Twister, il préférerait à la rigueur plancher sur un nouvel album. Le nouveau management du groupe, tenu par Ray Danniels (en), appuie la participation du groupe, Sammy cède, mais les tensions restent. Les causes du départ sont floues et diverses et peuvent être débattues à l'envi, il n'en reste pas moins que, le 26 juin, le management du groupe publie un communiqué informant du départ de Sammy, il mentionne également que la formation originale est en studio. Et c'est bien avec David Lee Roth que Van Halen enregistre deux nouvelles chansons destinées à être incluses sur le premier Best Of du groupe. Le 2 août, Me Wise Magic est finalisée, idem le lendemain pour Can't Get This Stuff No More. Ces deux chansons furent présentées à David au milieu d'une vingtaine d'autres. On[Qui ?] pensa d'abord à un double Best Of, un CD pour chaque chanteur, l'idée fut abandonnée et Alex, en grande majorité, choisit les chansons à inclure[réf. nécessaire].
Avant que l'album ne sorte en octobre, Van Halen et David Lee Roth apparaissent début septembre aux MTV Video Music Awards afin de remettre le prix du meilleur clip à Beck. Le groupe est reçu par les ovations du public, mais lors de la conférence de presse en backstage, la tension monte. Aux reporters, David laisse miroiter l'idée d'une reformation et d'une tournée de réunion, ce qu'Eddie s'empresse de rectifier en affirmant que la seule collaboration entre Van Halen et David se résume au Best Of et aux deux nouvelles chansons. Début novembre, David publie une lettre ouverte où il dit avoir été le jouet d'une supercherie laissant croire à lui et aux fans, qu'une réunion était en marche[réf. nécessaire]. Le lendemain, Eddie, Alex et Michael répondent par une autre lettre ouverte qui répète qu'aucune mention de reformation n'avait été faite, leur apparition avec David était une apparition pour la promotion du best of, comme le groupe a l'habitude de le faire à chaque sortie d'album. Cette lettre mentionne également que le groupe travaille depuis deux semaines avec une personne qui pourrait bien faire partie du futur de Van Halen.

### Quatre chanteurs en neuf ans (1996–2006)

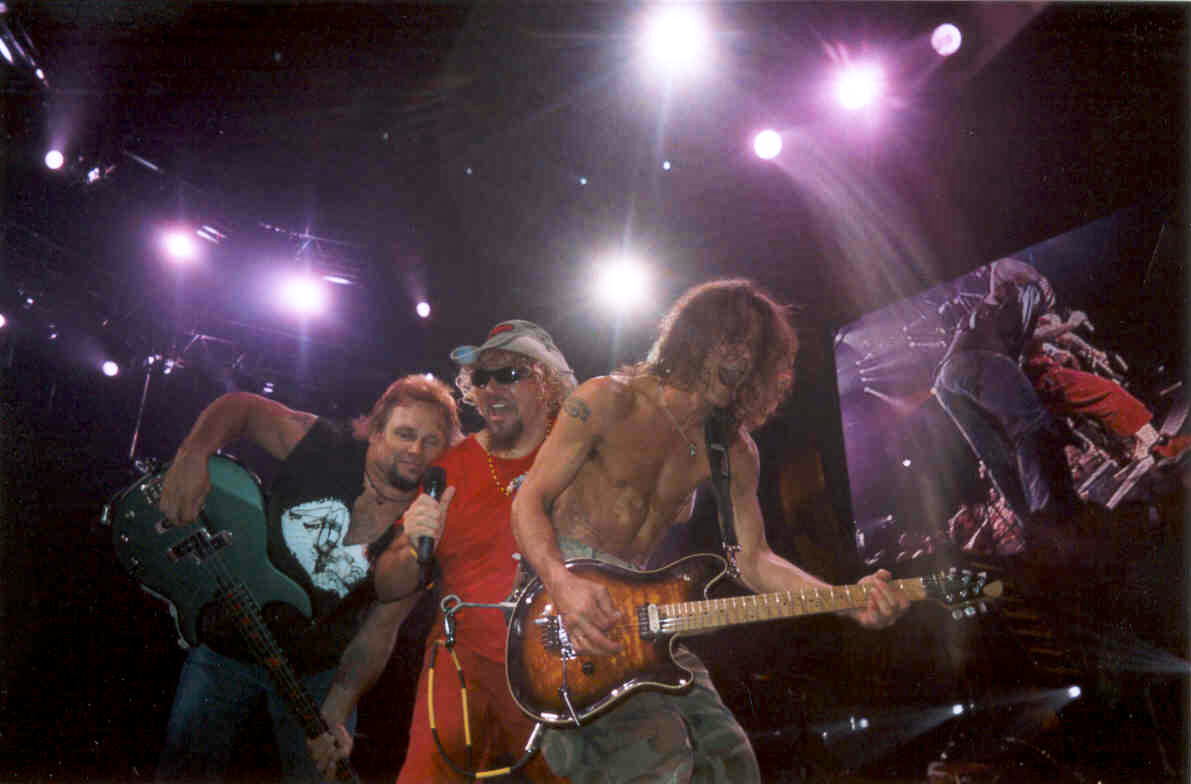
Van Halen en 2004 avec Sammy Hagar.

En 1996, Van Halen enregistre une démo de neuf titres avec le chanteur Mitch Malloy,, sans grand succès[réf. nécessaire]. Le 4 octobre, lors d'une interview radio, Eddie et Alex annoncent que Gary Cherone fait quasiment partie du groupe. Le lendemain, les deux frères et Michael se voient décerner le prix de « Outstanding Contribution to Music » au Foundations Forum ; ils reçoivent également une récompense spéciale pour avoir dépassé 10 millions d'unités vendues de leur premier album. Une plaque commémorant ce chiffre est installée au Whisky A GoGo. Du 17 octobre au 4 novembre, l'album sort dans différents pays.
Le 4 janvier 1997, le groupe commence l'écriture et l'enregistrement du nouvel album avec Gary Cherone. Ce dernier est proposé au groupe par Ray Danniels, qui voit une formidable opportunité lorsque Extreme, le groupe de Gary, splitte. Alex, Eddie, Michael et Gary jouent pour la première fois ensemble, c'est une révélation, on écrit Without You le jour même et à partir de ce moment, les chansons s'écrivent d'elles-mêmes. Eddie est inspiré par ce nouveau frère musical. Il se sent la liberté d'expérimenter aussi bien dans le domaine de l'écriture que dans celui du son. Il utilise des douzaines de guitares, autant de configurations et des centaines de façons d'enregistrer différentes. Il en ressort un album expérimental et différent de tout ce qu'a pu faire Van Halen auparavant. C'est Alex, comme à son habitude, qui choisit la pochette qu'il trouve hilarante. L'album, sous la houlette de Mike Post, est terminé le 30 septembre 1997 et, le 15 octobre, on annonce que le groupe a remis les bandes à Warner Brothers. Le 19 février 1998, Without You est diffusé sur les ondes, et l'album sort en avant-première mondiale au Japon, le 10 mars, puis une semaine plus tard aux États-Unis. Cependant, les ventes d'album et de billets ne sont pas en corrélation avec les performances d'un groupe à l'harmonie retrouvée. C'est avec un respect mutuel que le groupe et Gary décident de se séparer, officiellement le 5 novembre 1999.
S'ensuit une période trouble où, après s'être fait opérer de la hanche, Eddie rédige un communiqué déclarant qu'il se bat contre un cancer de la langue dont il guérira complètement en 2002. Il se sépare de sa femme en 2001 et n'apparaît que ponctuellement à des tournois de golf de charité ou pour le NAMM de 2003. Malgré une tentative avortée de reformation avec David Lee Roth en 2001, c'est seuls que les frères Van Halen passent des heures en studio à écrire de la musique. C'est par l'intermédiaire de Michael que Sammy renoue les liens avec Alex en 2003. Ces derniers se retrouvent, discutent et parviennent à la conclusion qu'une reformation serait peut-être envisageable. En mars 2004, on annonce que le groupe se reforme pour un best of et une tournée américaine estivale. Trois nouveaux titres sont écrits pour l'occasion. Cependant, It's About Time, Learning to See et Up for Breakfast connaissent une écriture laborieuse, Eddie et Sammy ont du mal à communiquer comme auparavant. De plus, Michael est écarté de ces sessions ; il déclarera également s'être battu pour participer à cette reformation. La tournée démarre tout de même mais prend fin sur une note amère. Sammy n'apprécie pas la conduite d'Eddie et ce dernier n'apprécie pas celle de Sammy et de Michael. Pas de divorce officiel, mais la hache de guerre est déterrée[non neutre] bien qu'Eddie reste silencieux pendant de longs mois. Sammy, lui, reprend sa carrière solo accompagné de Michael. Contre toute attente, Eddie semble faire de même en participant à la bande originale d'un film pour adultes[Lequel ?].

### Retour et David Lee Roth (2007–2011)

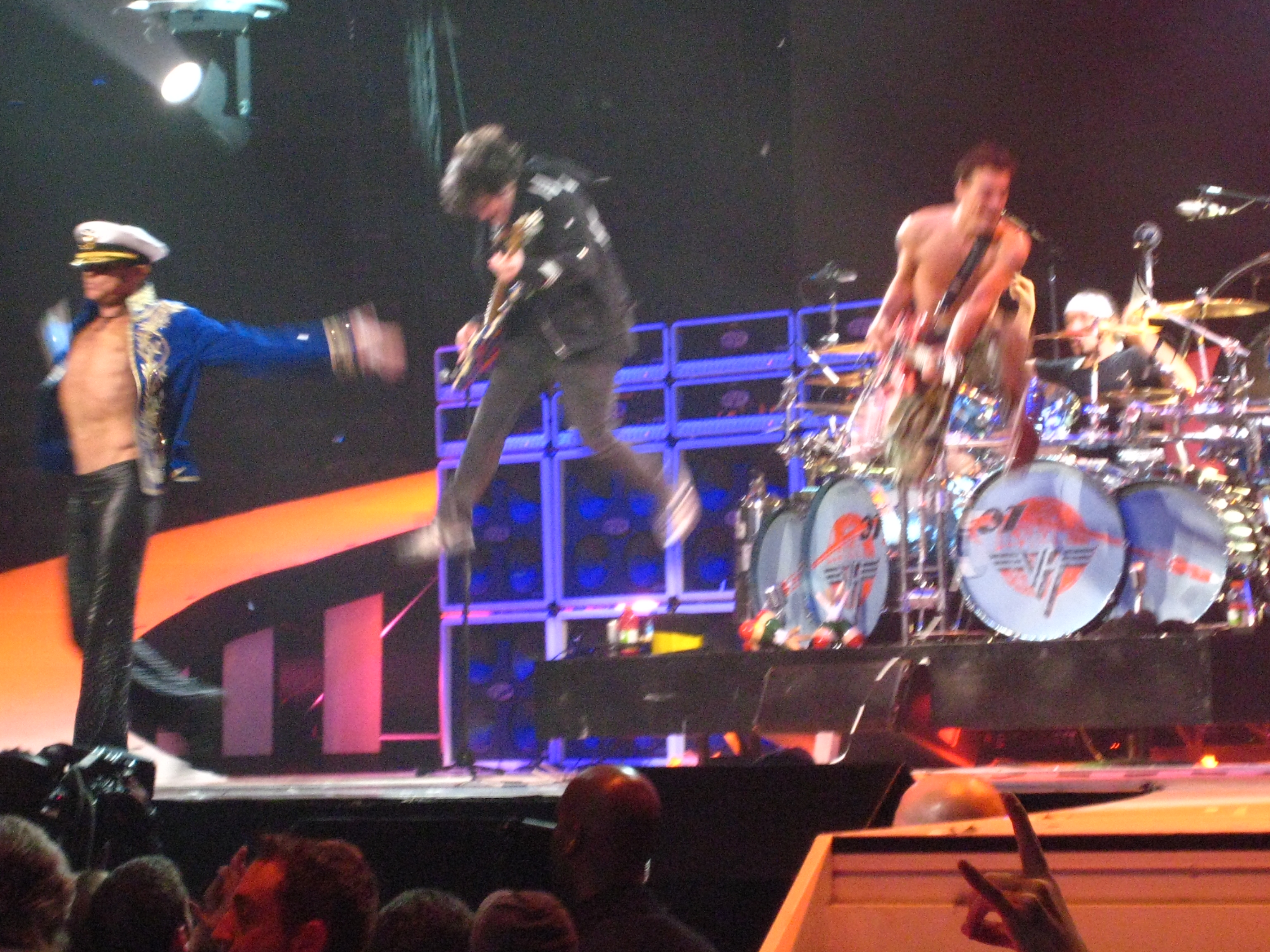
Van Halen jouant la chanson Jump en 2007.

Malgré leur cinquantaine et après avoir troqué leurs cheveux longs pour des coupes bien nettes, les Van Halen sont de retour et assurent être plus verts que jamais. « D'habitude, quand un groupe annonce un retour comme le nôtre, ils ont plutôt l'air de randonneurs que de rockers », plaisante le chanteur David Lee Roth, 53 ans, lors d'une conférence de presse. « Mais avec nous, ce sera tout sauf ça », promettent-ils[réf. nécessaire]. Le groupe indique une tournée de 25 dates qui commence le 25 septembre 2007 à Charlotte (Caroline du Nord). La nouvelle formation compte en fait trois membres de la formation originale : Roth, le guitariste Edward Van Halen et son batteur de frère Alex Van Halen. Il y a un nouveau venu à la basse, le propre fils d'Eddie, Wolfgang, tout juste âgé de 16 ans, qui remplace Michael Anthony. « Ce n'est pas une reformation, c'est un tout nouveau groupe », assure David Lee Roth. « On va casser la baraque, on est meilleurs qu'on n'a jamais été », ajoute Eddie[réf. nécessaire].
Les membres originaux ne se sont pas produits ensemble depuis le départ de David Lee Roth en 1985. Le groupe a promis que ce nouveau départ serait suivi d'autres tournées en Amérique du Nord, en Asie et en Australie. Van Halen devrait ensuite enregistrer un nouvel album, car le groupe a « plein de rêves et d'ambition ». Quant au jeune Wolfgang Van Halen, qui incarne « l'énergie et la jeunesse » du groupe, c'est lui qui choisit les titres qui seront joués au cours de la tournée et qui correspondent à « 25 de (leurs) plus grands succès[réf. nécessaire]. » Lors de leur spectacle du 3 juillet 2008 au Festival d'été de Québec, David Lee Roth a affirmé que c'était leur tout dernier de la tournée, après quoi la foule les a maintes fois acclamés. Ne s'étant plus produit en France depuis des décennies, le groupe est annoncé comme tête d'affiche du festival Hellfest en 2009 mais les prétentions de cachets exorbitantes des membres du groupe poussent finalement à l'annulation de cette présence.

### A Different Kind of Truth(2012–2020)
Quatorze ans après Van Halen III, leur précédent album, un nouvel album studio de Van Halen sort le 7 février 2012. Intitulé A Different Kind of Truth, on retrouve David Lee Roth au chant. Il est suivi d'une tournée en 2012.

### Mort d'Eddie Van Halen
Le 6 octobre 2020, Eddie Van Halen meurt d'un cancer de la gorge à l'âge de 65 ans. Son fils Wolfgang l’annonce sur ses comptes Instagram et Twitter : « Je n'arrive pas à croire que je suis en train d'écrire cela, mais mon père, Edward Lodewijk Van Halen a perdu son long et difficile combat contre le cancer ce matin. Il était le meilleur père du monde. Chaque moment que j'ai partagé avec lui sur et en dehors de la scène était un cadeau. Mon cœur est brisé. Je pense que je ne me remettrai jamais de ton absence. Je t'aime tant papa,. »
Wolfgang Van Halen annonce ensuite la fin du groupe.[réf. nécessaire]

## Membres

### Derniers membres
- Eddie Van Halen — guitare, piano, synthétiseur (1972-2020[73])
- Alex Van Halen — batterie, percussions (1972-2020)
- Wolfgang Van Halen — basse (2007-2020)
- David Lee Roth — chant (1973-1985, 1996, 2000-2001, 2006-2020)

### Anciens membres
- Mark Stone — basse (1972-1973)
- Michael Anthony — basse (1974-2002, 2003-2005)
- Sammy Hagar — chant, guitare (1985-1996, 2003-2005)
- Gary Cherone — chant (1996-1999)
- Mitch Malloy — chant (1996)

## Discographie

### Albums studio
- 1978 : Van Halen
- 1979 : Van Halen II
- 1980 : Women and Children First
- 1981 : Fair Warning
- 1982 : Diver Down
- 1984 : 1984
- 1986 : 5150
- 1988 : OU812
- 1991 : For Unlawful Carnal Knowledge
- 1995 : Balance
- 1998 :  Van Halen III
- 2012 : A Different Kind of Truth
- 2023 :For Unlawful Canal Knowledge (Expanded Version)

### Albums live
- 1986 : Live: Without a Net
- 1993 : Live: Right Here, Right Now
- 2015 : Live:Tokyo Dome
- 2025 : Live in Dallas 1991

### Compilations
- 1996 : Best of: Volume 1
- 2004 : The Best of Both Worlds
- 2004 : The Very Best Of (UK)
- 2013 : The Studio Albums 1978-1984
- 2015 : The Collection
- 2024 : The Collection II

### Sorties annulées
1995 : Live At Toronto
1998 : Live At Pittsburgh
1999 : Love Again
2007 : Best Of 1978 - 1984

## Vidéographie
- 1986 : Live Without a Net
- 1993 : Live : Right Here, Right Now
- 1998 : Video Hits - Volume 1

## Tournées
- Première « tournée » (1973–1978)
- Van Halen 1978 World Tour
- Van Halen World Vacation Tour (1979)
- Van Halen World Invasion Tour (1980)
- Fair Warning Tour (1981)
- Hide Your Sheep Tour (1982–1983)
- 1984 Tour
- Monsters of Rock Tour 1984
- 5150 Tour (1986)
- OU812 Tour (1989)
- For Unlawful Carnal Knowledge Tour (1991–1992)
- Right Here Right Now Tour (1993)
- The Balance « Ambulance » Tour (1995)
- III Tour (1998)
- Summer Tour 2004
- Van Halen 2007–2008 North American Tour
- A Different Kind of Truth Tour (2012–2013)
- Van Halen 2015 North American Tour